# Futaleufú (departement)
Futaleufú is een departement in de Argentijnse provincie Chubut. Het departement (Spaans:  departamento) heeft een oppervlakte van 9.435 km² en telt 37.540 inwoners.

## Plaatsen in departement Futaleufú
- Aldea Escolar o Los Rápidos
- Barrancas o Mallin Grande
- Cabaña A. Pescado
- Cerro Centinela
- Corcovado
- Esquel
- Lago Rosario
- Los Cipreses
- Los Tepues
- Nahuel Pan
- Trevelin
- Villa Futalaufquen